# Club Bàsquet ADEPAF Figueres
El Club Bàsquet ADEPAF Figueres (Club Bàsquet Agrupación Deportiva del Patronato Figueres) és un club de bàsquet català de la ciutat de Figueres.
El club fou fundat l'any 1957 amb el nom d'Asociación Deportiva Patronato Figueres, i disputa el seu primer partit el 12 d'octubre de 1957. A principis dels anys vuitanta, la secció es va separar del Patronat i va esdevenir club. L'any 1958 es va convertir en el primer club de català en fitxar jugadors americans.
L'equip femení va jugar set temporades a la primera divisió espanyola durant la dècada dels vuitanta. Amb el nom de AD La Casera Catalunya, l'equip entrenat per Rafel Mora, i amb les jugadores Anna Junyer i Roser Llop, ascendí a primera divisió l'any 1980. L'any 1981 La Casera abandonà el patrocini del club i passà a competir com ADEPAF. Després d'un descens i un nou ascens, jugà durant cinc temporades més amb els noms Caixa Girona ADEPAF (1984-1987) i Valvi ADEPAF (1987-1989).

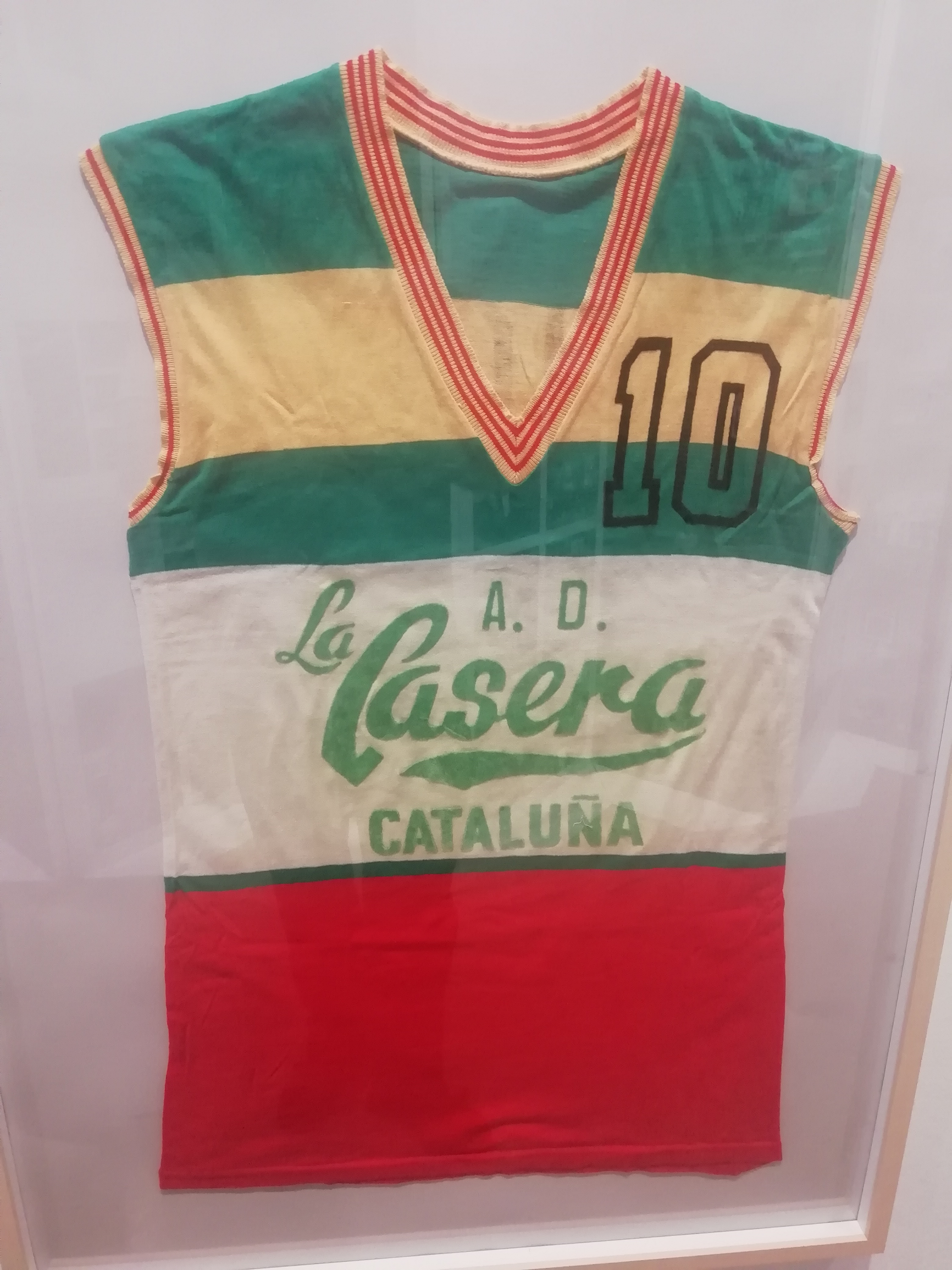
Samarreta de l'equip AD La Casera-Catalunya.